# Isles of Wonder (álbum)
Isles of Wonder - Music For The Opening Ceremony é o álbum oficial dos Jogos Olímpicos de Verão de 2012, que foram realizados em Londres.
Ele traz as músicas que foram tocadas na cerimônia de abertura do evento.

## Faixas

### CD1:The Ceremony
| N.º | Título                                                         | Artista/Banda                                                                                            | Duração |  |
| 1.  | "I Still Believe"                                              | Frank Turner                                                                                             | 3:50    |  |
| 2.  | "Jerusalem / Flower of Scotland / Danny Boy / Bread of Heaven" | Four Nations Choirs                                                                                      | 3:40    |  |
| 3.  | "Nimrod"                                                       | LSO On Track                                                                                             | 3:31    |  |
| 4.  | "And I Will Kiss"                                              | Underworld (part.Dame Evelyn Glennie)                                                                    | 17:15   |  |
| 5.  | "Tubular Bells / In Dulci Jubilo"                              | Mike Oldfield                                                                                            | 11:26   |  |
| 6.  | "Chariots of Fire"                                             | London Symphony Orchestra                                                                                | 4:27    |  |
| 7.  | "Sundowner"                                                    | Blanck Mass & London Symphony Orchestra                                                                  | 3:32    |  |
| 8.  | "Bonkers"                                                      | Dizzee Rascal & Armand Van Helden                                                                        | 2:56    |  |
| 9.  | "Nimma Nimma"                                                  | A.R. Rahman (part. Jaspreet Jasz)                                                                        | 4:00    |  |
| 10. | "Heaven"                                                       | Emeli Sandé                                                                                              | 4:13    |  |
| 11. | "Abide With Me"                                                | Emeli Sandé                                                                                              | 4:33    |  |
| 12. | "I Bet You Look Good on the Dancefloor (Live)"                 | Arctic Monkeys                                                                                           | 2:51    |  |
| 13. | "Come Together (ao vivo)"                                      | Arctic Monkeys                                                                                           | 3:08    |  |
| 14. | "Caliban's Dream"                                              | Underworld (part. Dockhead Choir, Dame Evelyn Glennie, Only Men Aloud!, Elizabeth Roberts, Alex Trimble) | 7:16    |  |

### CD2:The Athletes' Parade
| N.º | Título                                                        | Artista/Banda         | Duração |  |
| 1.  | "Galvanize (Beginning)"                                       | The Chemical Brothers | 2:24    |  |
| 2.  | "Moon Watcher"                                                | High Contrast         | 3:18    |  |
| 3.  | "Always Loved A Film (Instrumental)"                          | Underworld            | 3:04    |  |
| 4.  | "Dark & Long (Dark Train)"                                    | Underworld            | 3:46    |  |
| 5.  | "West End Girls"                                              | Pet Shop Boys         | 2:26    |  |
| 6.  | "Minneapolis (High Contrast Remix)"                           | Underworld            | 6:12    |  |
| 7.  | "Reach"                                                       | High Contrast         | 4:16    |  |
| 8.  | "Ghost Dance"                                                 | High Contrast         | 2:40    |  |
| 9.  | "Confusion the Waitress (Darren Price & High Contrast Remix)" | Underworld            | 1:22    |  |
| 10. | "Traktor [radio edit]"                                        | Wretch 32 (part. L.)  | 2:05    |  |
| 11. | "Olympians (High Contrast Remix)"                             | F Buttons             | 4:57    |  |
| 12. | "Can't Stop This Fire"                                        | High Contrast         | 4:08    |  |
| 13. | "Moon In Water (Instrumental)"                                | Underworld            | 2:42    |  |
| 14. | "Crocodile (High Contrast Remix)"                             | Underworld            | 2:40    |  |
| 15. | "Where the Streets Have No Name (High Contrast Remix)"        | U2                    | 4:16    |  |
| 16. | "For Years"                                                   | High Contrast         | 3:24    |  |
| 17. | "Dirty Epic (Darren Price & High Contrast Remix)"             | Underworld            | 2:56    |  |
| 18. | "The Long Way Home"                                           | High Contrast         | 3:16    |  |
| 19. | "Dark and Long (Darren Price & High Contrast Remix)"          | Underworld            | 3:28    |  |
| 20. | "Rez (High Contrast Remix)"                                   | Underworld            | 6:24    |  |
| 21. | "Heroes"                                                      | David Bowie           | 3:18    |  |
| 22. | "Galvanize (Ending)"                                          | The Chemical Brothers | 0:38    |  |

## Paradas Musicais
Album - Billboard (North America)
| Ano  | Parada Musical    | Posição |
| ---- | ----------------- | ------- |
| 2012 | The Billboard 200 | 136     |
| 2012 | Top Soundtracks   | 6       |
| 2012 | Austrália         | 44      |
| 2012 | França            | 160     |
| 2012 | Nova Zelândia     | 35      |
| 2012 | Reino Unido       | 5       |